# Elisabeth Van de Vyvere-Plasky

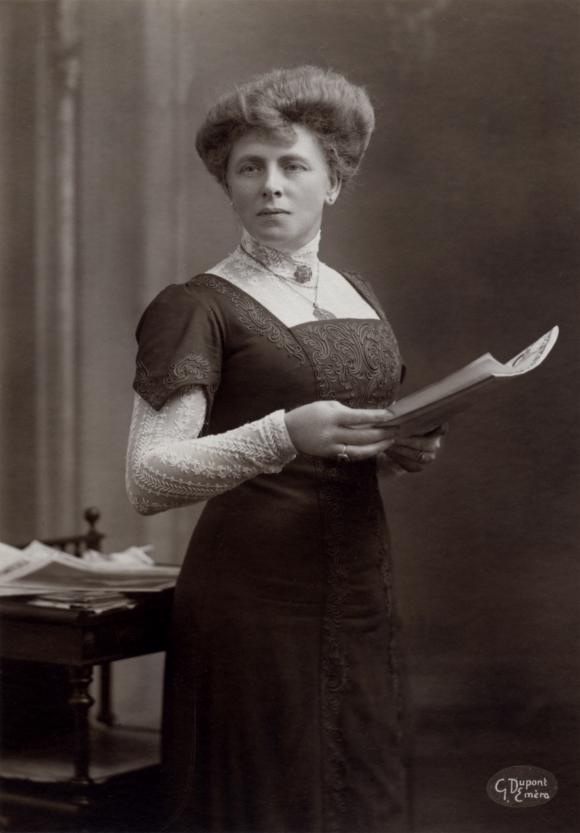
Elisabeth Van de Vyvere-Plasky

Elisabeth (Elise) Van de Vyvere ook gekend als Elise Plasky (Brussel, 1865 ― ?, 1944) was een Belgische schrijfster en eerste vrouwelijke inspecteur bij de Arbeidsinspectie. Ze lag mede aan de basis van het publieke kinderdagverblijf.

## Biografie
Ze wordt geboren te Brussel in 1865 als dochter van architect Edmond Van de Vyvere. In 1883 huwt ze met kunstschilder Eugène Plasky (1851-1905). Samen krijgen ze vijf kinderen. 
Onder het pseudoniem Stella schrijft ze verschillende teksten, poëzie en komedies. Vanaf 1897 bestudeert ze sociale kwesties en werkt ze samen met Journal de Bruxelles en met Petit belge. 
In 1901 wordt ze als eerste vrouw benoemd als inspecteur bij de Arbeidsinspectie, waar ze strijdt voor de rechten van de vrouwelijke arbeiders en tegen het alcoholisme. Tussen 1905 en 1921 neemt ze deel aan verschillende nationale en internationale congressen over de bescherming van het kind waar ze verschillende gedetailleerde rapporten voorstelt. In 1910 houdt ze een toespraak waarin ze haar visie op kinderopvang uiteenzet. Volgens Elise Plasky behoort kinderopvang tot het publieke domein en hoort het gratis te zijn. Als arbeidsinspecteur wordt ze van 1902 tot 1932 belast met de inspectie van de regelgeving over vrouwen- en kinderarbeid. In 1909 schrijft ze het eerste rapport over de Belgische kinderzorg.  
Tussen 1921 en 1944 is ze voorzitter van de commissie Arbeid en Voorzorg van de Nationale Vrouwenraad van België (NVB). Gedurende de periode tussen de twee wereldoorlogen is ze voorzitter van de Société pour la défense et l’apprentissage des métiers féminins, die ervoor strijdt om de sector van de kant te beschermen. 
Ze pleit voor tussenkomst van de Staat in de arbeidswereld, met inbegrip van het thuiswerk. Ondanks haar traditionele visie van de huisvrouw, strijdt ze voor de rechten van de vrouw als arbeidskracht. Eén van haar strijdpunten was het organiseren van het door de overheid georganiseerde kinderdagverblijf. Zo streed zij voor de opening van kinderdagverblijven en opvangscholen voor alle kinderen. Zij was ook voorstander om het basisonderwijs verplicht te maken. 

## Werken
Elise Van de Vyvere schreef onder meer volgende boeken: 
- Les pensions ouvrières (1904)
- Les oeuvres de l’assistance par le travail établies en Belgique pour les femmes (1906)
- Pages de la vie. L’alcoolisme (1904)
- La lutte contre l’alcoolisme (1911)